# جمیل‌لی وتوریه
جمیل‌لی وتوریه (به لاتین: Dzhamilli Vtoryye) یک منطقه مسکونی در جمهوری آذربایجان است که در شهرستان ترتر واقع شده است.